# خوان ماكفيرسون
خوان ماكفيرسون (26 يونيو 1984 - ) هو ملاكم أمريكي، صنّف ضمن فئة وزن الويلتر.